# Pentacentrus philippinensis
Pentacentrus philippinensis är en insektsart som beskrevs av Lucien Chopard 1925. Pentacentrus philippinensis ingår i släktet Pentacentrus och familjen syrsor. Inga underarter finns listade i Catalogue of Life.